# Tempovision
Tempovision è un album del DJ e produttore francese Étienne de Crécy, pubblicato nel 2000. Al momento della sua uscita, è stato tra i principali album elettronici francesi, assieme a LPs di gruppi come Daft Punk e Air. È il secondo album dell'artista transalpino. Dall'album vennero estratti quattro singoli: Am I Wrong, 3 Day Week-End, Scratched e Tempovision.

## Produzione
Belita Woods ha cantato nelle canzoni: Relax, When Jack Met Jill, Tempovision e Scratched.
L'edizione in vinile non include "Intronection", è presente una traccia unicamente per il vinile "Missing" collocata prima di "Hold the Line"
Out Of My Hands contiene estratti di I Don't Want To Do Wrong di Esther Phillips.  Am I Wrong contiene estratti I Don't Want To Be Right di Millie Jackson. Tempovision contiene estratti da From A Whisper To A Scream e To Lay Down Beside You di Esther Phillips. Hold The Line contiene estratti da  From A Whisper To A Scream di Esther Phillips. 3 Day Week End contiene estratti da What Went Wrong Last Night di Millie Jackson.

## Tracce
| 1.    | Intronection                          | 0:53  |
| 2.    | Relax                                 | 3:58  |
| 3.    | Out Of My Hands                       | 5:25  |
| 4.    | Am I Wrong                            | 3:51  |
| 5.    | Noname                                | 4:51  |
| 6.    | When Jack Met Jill                    | 5:36  |
| 7.    | Tempovision                           | 6:18  |
| 8.    | Scratched                             | 4:03  |
| 9.    | 3 Day Week End                        | 6:43  |
| 10.   | Rhythm & Beat                         | 4:32  |
| 11.   | Hold The Line                         | 14:00 |
| 12    | Apretime (Spot Renault) [Bonus Track] | 1:02  |
| 61:12 |                                       |       |